# Vladimiro Etson António Félix
Vladimiro Etson António Félix, meglio noto come Felix Vá o semplicemente Vá (Luanda, 24 agosto 1998), è un calciatore angolano, attaccante del Lillestrøm.

## Carriera

### Nazionale
Tra il 2016 ed il 2022 ha collezionato complessivamente 33 presenze e 2 reti con la maglia della nazionale angolana.

## Palmarès

### Club

#### Competizioni nazionali
- Supercoppa di Cipro: 1

Apollōn Limassol: 2022